# Joseph Drimal
 (juillet 2013).
Si vous disposez d'ouvrages ou d'articles de référence ou si vous connaissez des sites web de qualité traitant du thème abordé ici, merci de compléter l'article en donnant les références utiles à sa vérifiabilité et en les liant à la section « Notes et références ».
Joseph Drimal ou Jo Drimal est un réalisateur et metteur en scène de télévision français.
Il réalise plusieurs grands succès populaires à la télévision française durant les années 1960 et 1970 parmi lesquels les séries télévisées Thierry la Fronde, Vive la vie, Thibaud ou les croisades.

## Biographie
Parfois crédité « Jo Drimal », il commence sa carrière au cinéma en 1956 comme second assistant de Jean Delannoy pour Notre-Dame de Paris puis en 1959 comme assistant pour le film Maigret et l'Affaire Saint-Fiacre puis La Princesse de Clèves, en 1960 et 1962 pour Les Veinards de Philippe de Broca, Jean Girault et Jacques Pinoteau ainsi que pour La Fiancée du Pirate de Nelly Kaplan, en 1969. Il passe ensuite à la réalisation pour la télévision. Il signe ainsi la mise en scène; avec Robert Guez, de la célèbre série télévisée Thierry la Fronde entre 1963 et 1966. En 1985 pour France 3, il réalise la captation télévisuelle de la pièce de théâtre La montre du doyen d'après Erckmann-Chatrian. En septembre 1993, il réalise celle de la pièce Après l'amour de Daniel Soulier.

## Filmographie partielle
- 1963-1966 : Thierry la Fronde (série télévisée)
- 1965 : Les Jeunes Années (série télévisée)
- 1966, 1968 et 1970 : Vive la vie (série télévisée)
- 1968-1969 : Thibaud ou les Croisades (série télévisée, première saison)
- 1972 : Les chemins de pierre (série télévisée)
- 1973 : Un homme, une ville (série télévisée)
- 1974 : Malaventure (série télévisée) épisodes : Dans l'intérêt des familles, Monsieur seul, Aux innocents les mains pleines, Un plat qui se mange froid.
- 1976 : Bonjour Paris (série télévisée)
- 1977 : Carnets de médecins (mini série), épisode Claire
- 1977 : Deux auteurs en folie (mini série)
- 1979 : Le Mal bleu (téléfilm)
- 1979 : Par-devant notaire (mini-série), épisode Le Bout du monde
- 1981 : Francis, ange gardien (téléfilm)
- 1983 : La chose qui ricane (téléfilm)
- 1988 : Le Démon écarlate (téléfilm)